# Enseignes françaises

Les quatre enseignes françaises, de gauche à droite et de haut en bas : pique, cœur, carreau et trèfle.

Les enseignes françaises sont, dans le domaine des jeux de cartes, l'ensemble des quatre enseignes d'origine française : pique, cœur, carreau et trèfle. Parmi les cartes à jouer occidentales, il s'agit du système d'enseignes le plus répandu.

## Usage
Les enseignes françaises sont les enseignes européennes dont l'usage est le plus généralisé. En Europe, elles se sont implantées un peu partout, hormis en Espagne (enseignes espagnoles), dans le monde hongrois (sud de l'Allemagne, Autriche, Hongrie, Europe centrale pour les enseignes hongroises, Suisse alémanique pour les enseignes suisses) ou dans la majeure partie de l'Italie (enseignes espagnoles au sud, italiennes au nord-est).
Les jeux qui se servent des enseignes françaises font principalement usage de paquets de 32 ou 52 cartes, même si des variations régionales existent (24 cartes pour le Schnapsen allemand, 33 cartes pour le Pandoeren néerlandais, 63 cartes pour le 500 australien, etc.).

## Historique
Les premières cartes à jouer éditées en Europe vers le XIVe siècle ne comportent aucune des enseignes rencontrées dans les jeux français. Les enseignes latines (bâtons, deniers, épées et coupes) sont probablement adaptées des jeux de cartes provenant du monde musulman. Les enseignes françaises sont introduites par les cartiers français à la fin du XVe siècle, principalement à Rouen et Lyon, probablement par adaptation des enseignes hongroises/germaniques (glands, grelots, feuilles et cœurs).
Les enseignes françaises semblent être une simplification des enseignes précédentes, qui exigeaient d'être dessinées une par une. Le dessin, plus schématique, permet une reproduction systématisée(et donc un moindre coût de fabrication). Cet argument économique est probablement à la base de leur diffusion dans le monde.
La galerie suivante présente une comparaison des différentes enseignes italiennes (portraits de Trévise et de Piacenza), germaniques (portrait de Bavière) et françaises (portrait de Paris) :

Épée
Épée
Feuille
Pique
Coupe
Coupe
Cœur
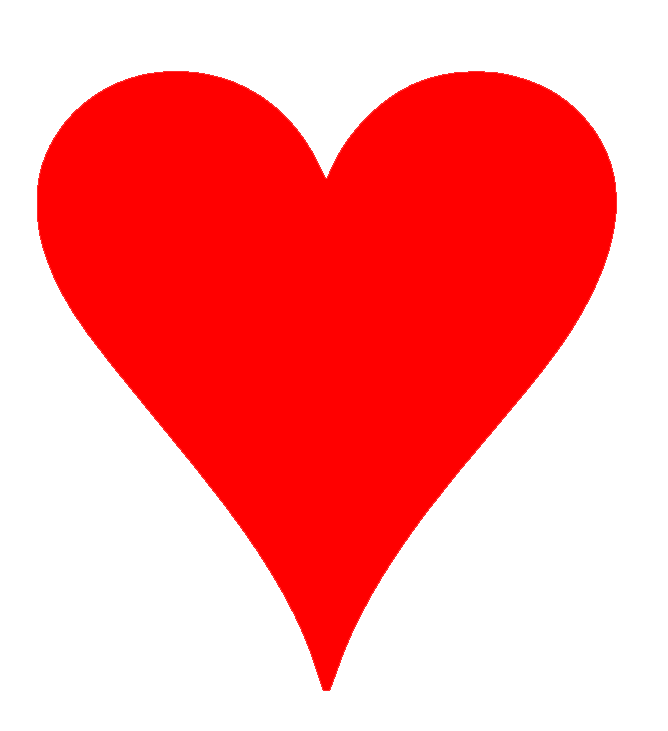
Cœur
Denier
Denier
Grelot
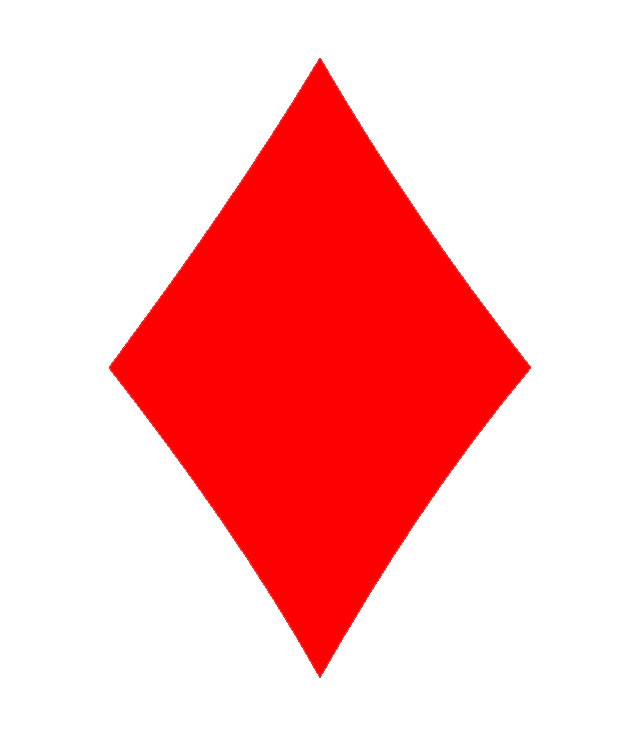
Carreau
Bâton
Bâton
Gland
Trèfle

## Des couleurs plus lisibles
Dans les compétitions de bridge, les cartes ont été adaptées avec quatre couleurs distinctes, bien que proches des couleurs traditionnelles. Le but est de faciliter la lecture et d'éviter qu'on puisse confondre les enseignes entre elles. 
On trouve également une solution où la variation des teintes habituelles est moins importante, avec pique : noir, cœur : rouge vif, carreau : rouge orangé, trèfle : gris. La Fédération française de bridge fait la promotion de cette variante.
En Allemagne, la fédération de Skat a adopté pour les tournois un système où les deux enseignes (française et allemande traditionnelle) figurent chacun sur une moitié de la carte. Récemment, une nouvelle solution a été présentée : on ne retrouve que le dessin français, mais les couleurs sont distribuées différemment (trèfle : noir, pique : vert, cœur : rouge vif, carreau : orange).
Pour d'autres jeux, le poker notamment et les jeux de casino, on utilise parfois des cartes imprimées avec des encres de sécurité (rouge moins vif). Mais leur usage semble actuellement très marginal.